# Adalberto Benítez
Adalberto Jorge Benitez Togores, né à Santa Cruz de Tenerife le 23 avril 1893 et mort dans la même ville le 24 juin 1975, est un photographe espagnol.

## Biographie
Adalberto Benitez appartient aux courants artistiques de la Neues Sehen et de la Nouvelle Objectivité.